# Galiza
A Galiza é uma comunidade autónoma da Espanha, considerada pelo respetivo estatuto de autonomia e pela constituição espanhola como nacionalidade histórica. Situada no noroeste da Península Ibérica, ocupa uma parte do território histórico da antiga Galécia e do Reino da Galiza (409–1833).
É formada pelas províncias da Corunha, Lugo, Ourense e Ponte Vedra. Geograficamente, limita a norte com o mar Cantábrico, ao sul com Portugal (Minho e Trás-os-Montes), a oeste com o oceano Atlântico e a leste com o Principado das Astúrias e Castela e Leão (províncias de Samora e de Leão). À Galiza pertencem o arquipélago das ilhas Cies, o arquipélago de Ons e o arquipélago de Sálvora, assim como as ilhas de Cortegada, Arouça, as Sisargas ou as Malveiras. A Galiza caracteriza-se, ao contrário de outras regiões espanholas, pela ausência de uma metrópole que domina o território. Com efeito, a rede urbana é constituída por sete cidades principais (as quatro capitais de província A Corunha, Ponte Vedra, Ourense e Lugo, a capital política Santiago de Compostela e as cidades industriais Vigo e Ferrol) e outras pequenas cidades. A Galiza possuía, em 2015, cerca de 2 726 291 de habitantes, com uma densidade demográfica elevada nas faixas entre a Corunha e Ferrol, a noroeste, e Ponte Vedra e Vigo a sudoeste. Santiago de Compostela é a capital política, com um estatuto especial, dentro da província da Corunha. É na sua capital que se situa um dos mais importantes santuários católicos do Ocidente, a Catedral de Santiago de Compostela.
O hino da Galiza, Os Pinos, elaborado por Eduardo Pondal, refere-se à Galiza como a nação de Breogão, herói da mitologia céltica.

## Topónimo

### Origem e evolução
O nome para o território atual da Galiza deriva da palavra latina Gallaecia (ou Callaecia), que significa literalmente «terra dos galaicos». Callaecia, «a terra dos Callaeci», poderia derivar de kallā- 'madeira', juntamente com o sufixo complexo local -āik. O topónimo transformou-se mais tarde em Gallicia, e daí para as formas atuais. Os galaicos foram o povo mais numeroso do noroeste da Península Ibérica antes da sua integração no Império Romano no século I a.C., apesar de alguns autores considerarem que, originalmente, o termo «galaico» era empregue para denominar uma pequena tribo ao norte do Douro. Seja como for, o nome acabou por abarcar todo um grupo étnico de língua celta e culturalmente homogéneo, situado entre o Mar Cantábrico e o Rio Douro.

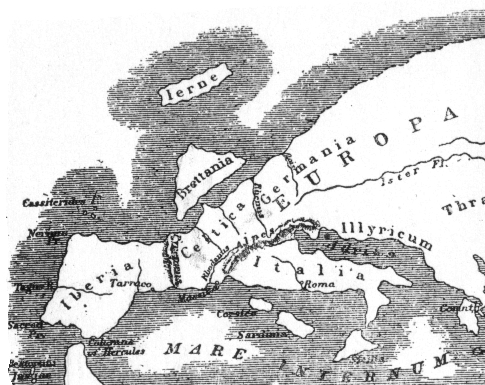
Mapa da Europa de Estrabão, com a localização das Cassitérides.

A primeira referência histórica dos galaicos remonta-se ao ano 136 a.C., quando o general romano Décimo Júnio Bruto Galaico regressa a Roma — depois da sua vitoriosa campanha bélica contra dois povos previamente desconhecidos: os lusitanos e galaicos — recebendo do próprio Senado romano o título de Gallaecus ou "galaico" em honra pela dura expedição militar contra estes. Após estes primeiros contactos, o mundo grecolatino passa a denominar o seu país como Gallaecia, tal como o fizeram Estrabão, Plínio e Apiano, entre outros. Será este nome, Gallaecia, que irá evoluindo durante mais de treze séculos, e que acabará por adotar as formas «Galiza» e «Galicia».
Mais controverso é, porém, o significado original do termo Gallaicus (galaico) e consequentemente de Gallaecia. O primeiro autor que teorizou sobre isto foi Isidoro de Sevilha, que no século VII explicava que o nome "galaico" aludia à pele branca como o leite que tinham os seus habitantes, de jeito semelhante aos habitantes da Gália. Serão muitos autores posteriores os que tentem procurar o significado deste nome, tais como Afonso X o Sábio, Ramón Barros Sivelo ou Murguía, mas hoje tende a ser relacionado com étimos das línguas celtas, e indo-europeias em geral, de maneira que o significado exato da palavra é, hoje em dia, desconhecido.

### Formas atuais
O nome oficial da comunidade é Galicia, forma considerada maioritária e preferente pela Real Academia Galega e também usada em castelhano. No entanto, a Real Academia Galega e o Instituto da Língua Galega admitiram tanto Galiza como Galicia na sua normativa de concórdia do verão de 2003. Sobre este assunto, concretamente, as normas ortográficas e morfológicas do idioma galego referem o seguinte:
«Teñen terminación -cia, entre outros, acacia, […] etc. Entre estas palabras está Galicia, voz lexítima galega, denominación oficial do país e maioritaria na expresión oral e escrita moderna. Galiza é tamén unha forma lexitimamente galega, amplamente documentada na época medieval, que foi recuperada no galego contemporáneo.»
Por sua parte, a Associação Galega da Língua, inserida na corrente reintegracionista, admite apenas a forma Galiza. O mesmo acontece no Brasil e em Portugal, onde as obras de maior renome, como os dicionários Aurélio, Houaiss, Michaelis, Caldas Aulete, e os Dicionários Porto Editora, apenas aceitam a forma Galiza para o nome da região em português, reservando o termo Galícia para a região da Polónia. Existem porém minidicionários, entre os quais o Minidicionário António Olinto, Soares Amora, Sacconi, ou Minidicionário Silveira Bueno, além de enciclopédias traduzidas, como a Grande Enciclopédia Larousse Cultural, a Enciclopédia Geográfica Universal, que dão os termos como sinónimos.
Todavia, obras como o Dicionário de Questões Vernáculas, de Napoleão Mendes de Almeida ou «A imprensa e o caos na ortografia», de Marcos de Castro, afirmam, com veemência, a condição de barbarismo que representaria o uso do termo Galícia em detrimento do português Galiza. Outras obras, como o Dicionário Onomástico Etimológico da Língua Portuguesa, de José Pedro Machado, nem mesmo registram o referido termo, cujo uso, segundo alguns autores, teria sido disseminado no Brasil como adaptação do topónimo mais comum na Galiza, Galicia, por uma possível influência dos numerosos imigrantes galegos que chegaram ao país, ou, ainda, por influência do inglês ou do espanhol.

## História

### Pré-história

#### Paleolítico

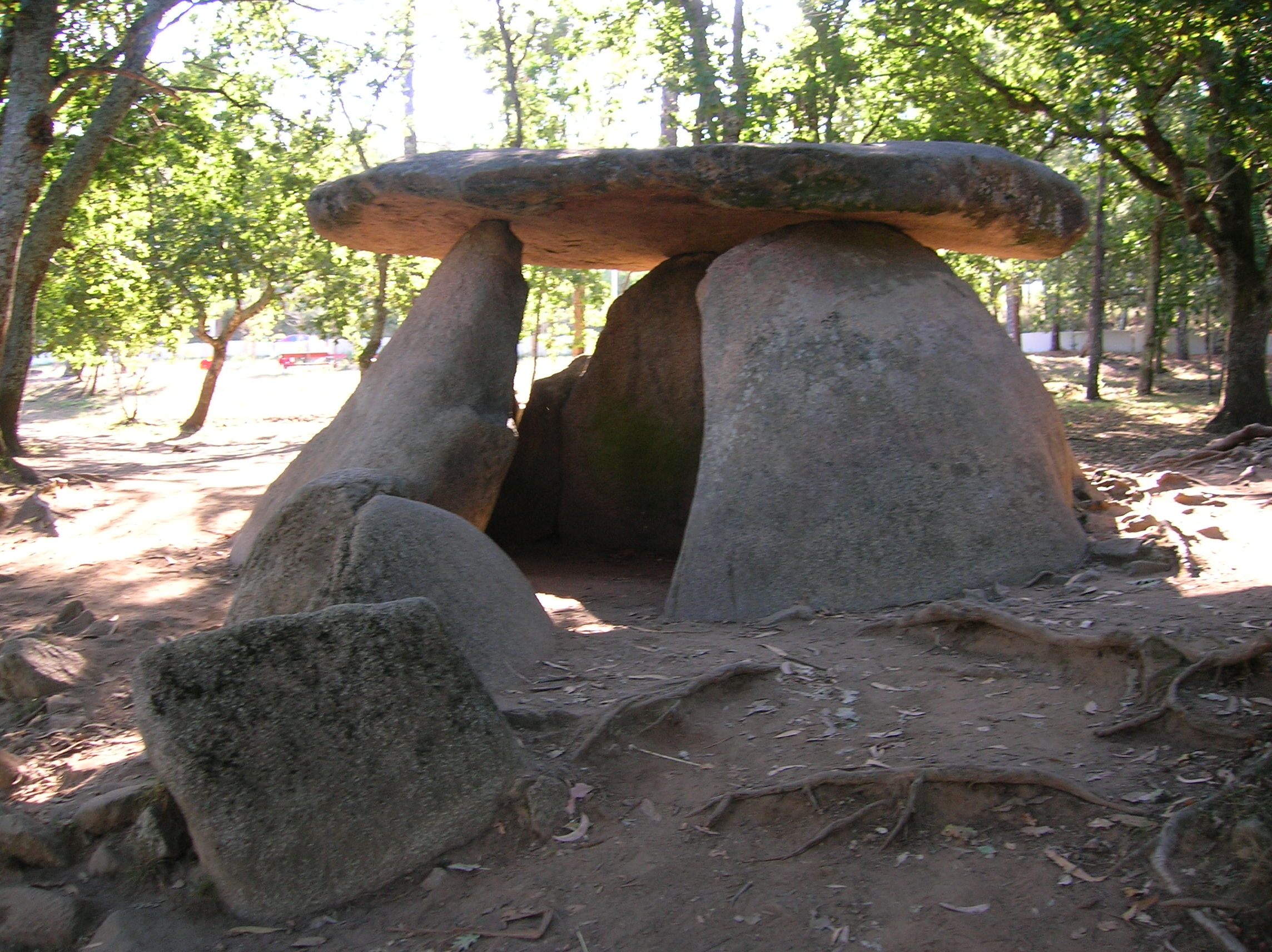
O dólmen de Axeitos

As primeiras provas líticas da presença humana na Galiza datam de há cerca de 300 mil anos, no Paleolítico Inferior, durante o Pleistoceno Médio. Deste período, que nesta zona perdura até cerca de 5000 a.C., existem diversos restos dos seus povoadores por todo o litoral, desde Ribadeu até à Guarda, que consistem em instrumentos líticos que demonstram uma indústria acheuliana à base de bifaces, fendedores e triedros feitos sobre uma base de quartzo ou quarcita. São também de destaque as descobertas na parte portuguesa do Minho — de Caminha a Melgaço — e o da caverna Eirós, em Triacastela, no qual foram preservados restos de animais e líticos dos neandertais até ao Paleolítico Médio, graças ao seu ambiente básico. Também existem outras reservas deste período no Baixo Minho e na depressão de Ourense. Conhecem-se duas culturas, o Paleolítico Inferior Arcaico (ou "cultura dos cantos talhados", com uma técnica mais simples) e o Paleolítico Inferior Clássico. As indústrias são simples e o número de tipos reduzido.

#### Cultura megalítica
A primeira grande cultura claramente identificada se caracterizava por sua capacidade construtora e arquitetónica, juntamente com o seu sentido religioso, fundamentado no culto aos mortos como mediadores entre o homem e os deuses.
A sociedade estaria organizada num tipo de estrutura de clãs. Da época do megalítico depõe milhares de túmulos estendidos por todo o território, escondendo no seu interior uma câmara funerária de dimensões maiores ou menores, edificada com brames de pedra, conhecidas como dólmen.

#### Idade do Bronze
É nesta época que se atinge o desenvolvimento metalúrgico, impulsionado pela riqueza mineira. Devido às mudanças climáticas, vários povos da meseta migraram para o território da Galiza, aumentando a população e os conflitos entre povos. É a época de produção de diversos utensílios e joias de ouro ou de bronze, que foram até levadas além-Pirenéus.

### Cultura céltica castreja

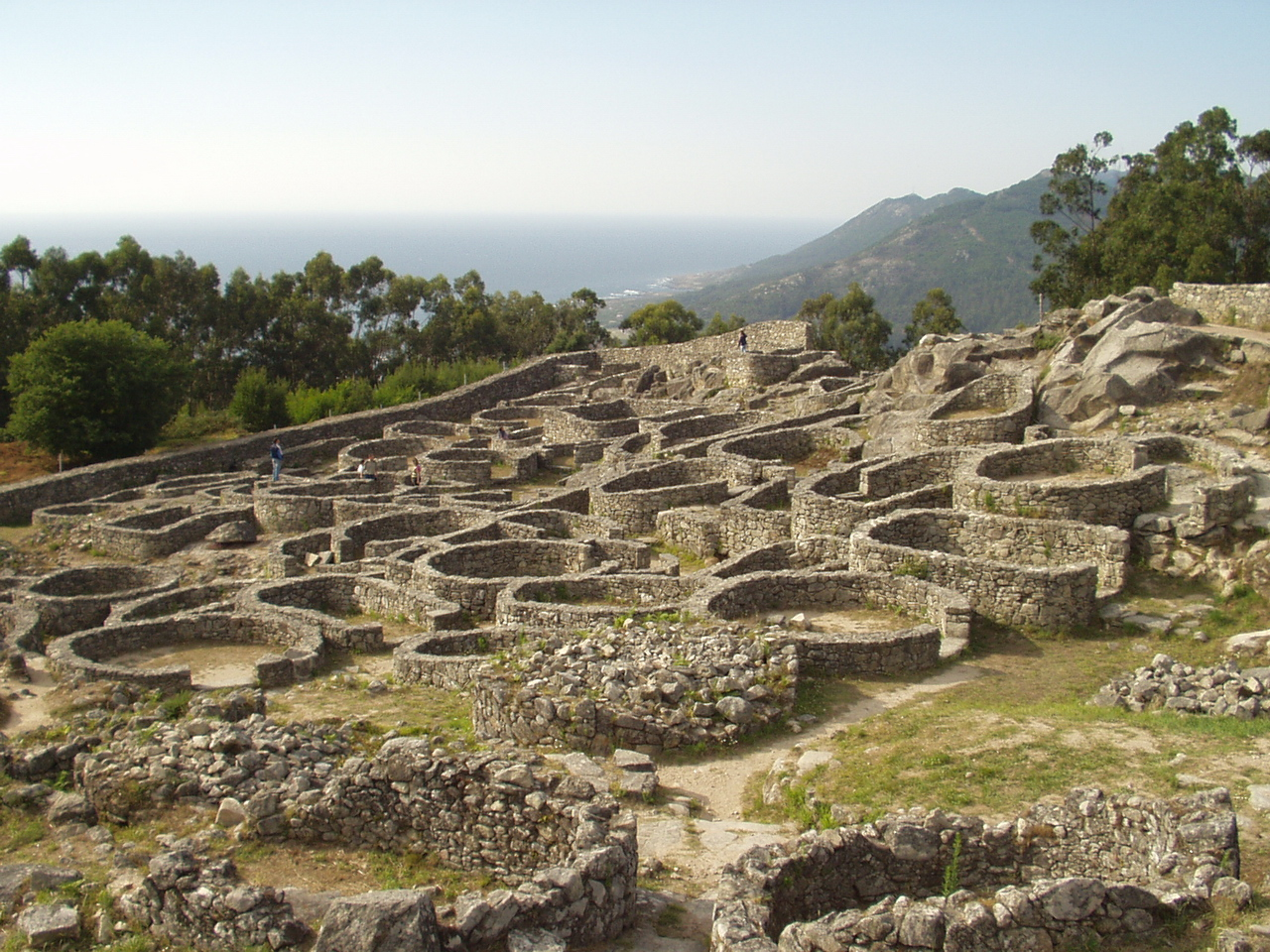
Castro de Santa Trega

Corresponde ao período de tempo desde a chegada dos celtas e seu assentamento até à fortificação nos seus castros. Floresceu na segunda metade da Idade do Ferro, resultado da fusão com a cultura da Idade do Bronze e outros contributos posteriores, coexistindo em parte com a época romana. Os celtas trouxeram novas variedades de gado, o cavalo domesticado e provavelmente o centeio.
O primeiro povo celta que invade Galiza é o dos Sefes, no século XI a.C.. Submeterá os Estrímnios, mas este influirá no primeiro sobretudo no terreno da religião, da organização política e das relações marítimas com a Bretanha e a Inglaterra.[carece de fontes?] Segundo Estrabão, a topografia predominantemente montanhosa da Galiza fez com que os galaicos fossem o povo mais difícil de vencer da Península Ibérica e tivessem derrotado grande parte dos povos da Lusitânia. É preciso dizer que a província romana dos galaicos, a Galécia (em latim: Gallaecia ou Callaecia), ainda não estava constituída política e administrativamente.
Os castros são recintos fortificados de forma circular, providos de um ou vários muros concêntricos, precedidos geralmente do seu correspondente fosso e situados, os mais deles, na cimeira de colina e montanhas. Entre os castros de tipo costeiro, destacam-se os de Fazouro, Santa Trega, Baronha e Neixão. No interior, podem mencionar-se os de Castromau e Viladonga. Comum a todos eles são o facto de que o homem se adapta ao terreno e não ao contrário.
Quanto aos templos, a única construção encontrada é a de Elvinha. O de Meirãs conserva uma necrópole. Noutros castros existiam pequenas construções em forma de caixa onde eram guardadas as cinzas (cultura sorotápica, dos campos de enterro de furnas — urnenfelder em alemão). Existem também outras parcialmente enterradas, com um depósito para a água, nas quais os vestígios de fogo indicam que deveria ter como propósito a incineração de cadáveres.
A partir dos finais do Megalítico, aparecem inscrições sobre rochas graníticas a céu aberto das quais atualmente se desconhece a sua origem e significado, sendo de nota as do Campo Lameiro.

### Século XIX
Até ao século XIX, a Galiza estava dividida em sete províncias: Mondonhedo, Lugo, Ourense, Tui, Santiago, Corunha e Betanços. Desde essa época, as províncias foram reduzidas a apenas quatro e quatro capitais: Corunha, Ponte Vedra, Ourense e Lugo.
Tinha órgãos de governo próprios, sendo eles, a Junta da Galiza (em galego: Xunta de Galicia) e o Parlamento Galego.
Portugal foi um destino migratório para muitos galegos, desde o tempo da reconquista.

## Política e governo

### Administração autonómica
O Estatuto de Autonomia da Galiza, comparável à constituição dum Land alemão, estabelece que os poderes da comunidade são executados por via do Parlamento, da Junta e da Presidência.
- O Parlamento da Galiza é o representante máximo da comunidade, e sobre o qual recai o poder legislativo. É composto por 75 deputados eleitos por sufrágio universal através de representação proporcional por um período de quatro anos, na qual está também garantido o voto da diáspora galega;
- A Junta da Galiza (Xunta de Galicia), órgão encarregue do poder executivo e administrativo do governo. Composta pelo presidente, vice-presidente e dez conselheiros. Coordena também as atividades das deputações provinciais;
- O Presidente da Junta da Galiza dirige e coordena as suas ações e representa a comunidade autónoma. É membro do Parlamento e eleito pelos seus deputados.

| Eleições ao Parlamento da Galiza 2016–2020 |                      |         |             |                 |                        |
| Partido                                    | Candidato            | Votos   | Percentagem | Nº de deputados | Composição parlamentar |
|                                            | Alberto Núñez Feijóo | 627 762 | 47,986      | 42              |                        |
| BNG                                        | Ana Pontón           | 311 340 | 23,79       | 19              |                        |
|                                            | Gonzalo Caballero    | 253 750 | 19,39       | 14              |                        |
| Fonte: Xunta de Galicia                    |                      |         |             |                 |                        |

### Nacionalidade galega
O primeiro reconhecimento internacional da Galiza como nação terá ocorrido em 1933 no IX Congresso das Nacionalidades Europeias da Sociedade das Nações. O dia feriado de festejo da comunidade foi oficializado em 1979 logo nos primórdios da autonomia como "Dia Nacional da Galiza". O Estatuto de Autonomia de Galiza de 1981 define a Galiza como "nacionalidade histórica" em razão de ter aprovado em referendum um estatuto de autonomia em 1936, semanas antes do golpe militar da Guerra da Espanha.
Ainda um documento intitulado "Defesa da Nacionalidade" foi assinado em público (Pacto de Governo), após o acordo de coligação BNG-PSdG em 2005 no governo bipartido (2005–2009).

## Geografia
O território galego confina-se entre 43º 48' N (Estaca de Bares) e 41º 49' N (Portela do Homem, na fronteira com Portugal) em latitude. Em longitude, entre 6º 44' O (limite entre Ourense e Samora) e 9º 18' O (cabo Tourinhão).

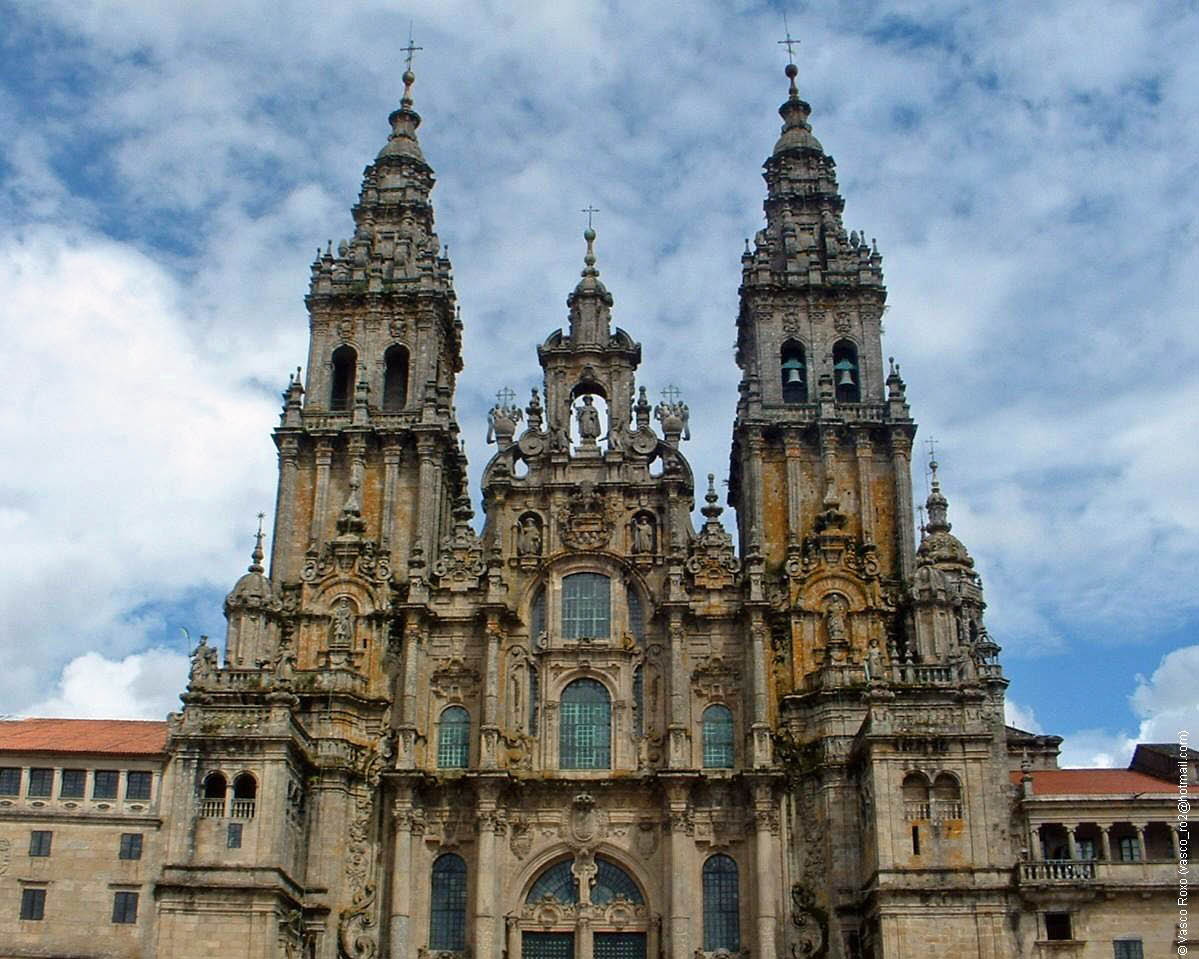
Fachada da Praça do Obradoiro da Catedral de Santiago de Compostela

A cidade mais populosa é A Corunha com 213 418 habitantes, o concelho mais populoso é o de Vigo em Ponte Vedra com 292 817 habitantes, e o menos povoado o de Negueira de Moniz com 215 habitantes em 2016. O concelho mais extenso é o da Fonsagrada, com uma superfície de 438,4 km², e o menor o de Mondariz-Balneário com 2,3 km². A Corunha é o concelho com maior densidade de população, com 6 449,32 hab./km² e Vilarinho de Conso é o que tem menor densidade de população com 2,92 hab./km² em 2016.

### Divisão administrativa
Durante a Idade Moderna e até à divisão territorial de Espanha em 1833, a Galiza esteve dividida em sete províncias: Corunha, Betanços, Lugo, Mondonhedo, Ourense, Santiago e Tui. Atualmente, a comunidade estrutura-se em quatro províncias, as da Corunha, Lugo, Ourense e Ponte Vedra. Estas, por sua vez, dividem-se em comarcas (53), concelhos (313), seguindo-se as paróquias (3 792) e, por último, as aldeias e lugares. A sua capital política é a cidade de Santiago de Compostela, na província da Corunha.

## Economia
Os têxteis, a pesca, a pecuária, a silvicultura, a venda a retalho e a indústria automóvel são os setores mais dinâmicos da economia galega.
A cidade de A Corunha e a sua região metropolitana geram 70% da riqueza de Galiza, sendo o principal agente económico da região. Arteijo, um município industrial da área metropolitana da Corunha, é a sede da Inditex, o maior retalhista de moda do mundo. Das suas oito marcas, Zara é a mais conhecida; de facto, é a marca espanhola mais conhecida de qualquer tipo numa base internacional. Para 2007, a Inditex teve 9 435 milhões de euros em vendas para um lucro líquido de 1 250 milhões de euros.

## Demografia
Com uma população estimada (2016) de 2 718 525 habitantes, a Galiza é a quinta comunidade autónoma de Espanha em população. A sua densidade de população, de 92,94 hab./km², é ligeiramente superior à média espanhola e semelhante à europeia.
A população concentra-se na sua maioria nas zonas costeiras, sendo as áreas das Rias Baixas e o Golfo Ártabro (áreas metropolitanas da Corunha e Ferrol) as de maior densidade de população. A Galiza conta com sete localidades consideradas cidades: as quatro capitais: Corunha, Ponte Vedra, Ourense e Lugo além de outras três cidades: Santiago de Compostela (capital administrativa) e as cidades industriais de Vigo e Ferrol.
Assim, o país conta com outros cinco concelhos com mais de 30 mil habitantes, dez concelhos de entre 20 mil e 30 mil habitantes, e trinta e cinco de entre 10 mil e 20 mil.
A cidade mais populosa é A Corunha com 213 418 habitantes e o concelho mais povoado é o de Vigo em Ponte Vedra, com 292 817 habitantes, enquanto no extremo oposto se encontra o de Negueira de Moniz, com 216 habitantes. O mais extenso é o da Fonsagrada, que conta com uma superfície de 438,4 km², e o menor o de Mondariz-Balneário com 2,3 km². A Corunha é o concelho com maior densidade populacional (6 449,32 hab./km²) e Vilarinho de Conso é o que conta com a menor densidade populacional da Galiza (2,92 hab./km²).
Segundo o censo de 2014, o nível de fertilidade das galegas era de 1,07 filhos por mulher contra os 1,32 estatal e menor que a cifra de 2,1 filhos por mulher necessários para que se produza a substituição geracional da população. Entre as galegas, as ourensãs e as luguesas são as que menos filhos têm, com 0,99 e 1,04, sendo as primeiras das que menos filhos têm em Espanha só acima das asturianas. Em 2013 registaram-se na Galiza um total de 19 727 nascimentos, o que supõe 1 362 a menos que em 2012, segundo o IGE. Efetivamente, nos últimos anos a Galiza vive uma diminuição paulatina do número absoluto de nascimentos desde o ano 2008, no qual houve 23 175 nascimentos, após um breve período de recuperação entre os anos 2002 e 2008.
| Pirâmide etária galega em 2014 |  |
|                                |  |

O crescimento natural, ou seja, a diferença entre o número de pessoas nascidas e as falecidas, é negativo na Galiza desde finais dos anos oitenta. Em 2013 houve um total de 30 433 falecimentos pelo que a diferença entre falecimentos e nascimentos é de 10 706 pessoas.
Quanto à esperança de vida, os galegos tinham em 2013 uma esperança de vida ao nascer de 82,59 anos (79,48 anos para os homens e 85,59 anos para as mulheres). Desde 1981, ano em que a esperança de vida dos galegos era de 75,4 anos, esta cresceu em 7 anos, graças à melhoria da qualidade de vida. O envelhecimento da população também se manifesta no incremento de idosos de idade avançada que regista gradualmente a comunidade em cada período. A Galiza contava em 1996 com 226 pessoas com mais de cem anos. Dezoito anos depois, o número cresceu para 1 281 galegos em 2014.
Em 2014 residiam na Galiza 98 245 estrangeiros, o que supõe 3,57% do total da população. As nacionalidades predominantes são a portuguesa (19,03% do total de estrangeiros), a romena (9,36%) e a brasileira (8,34%).

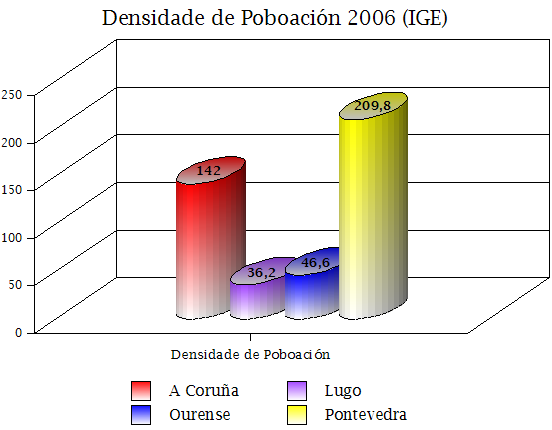
Densidade de população por províncias.
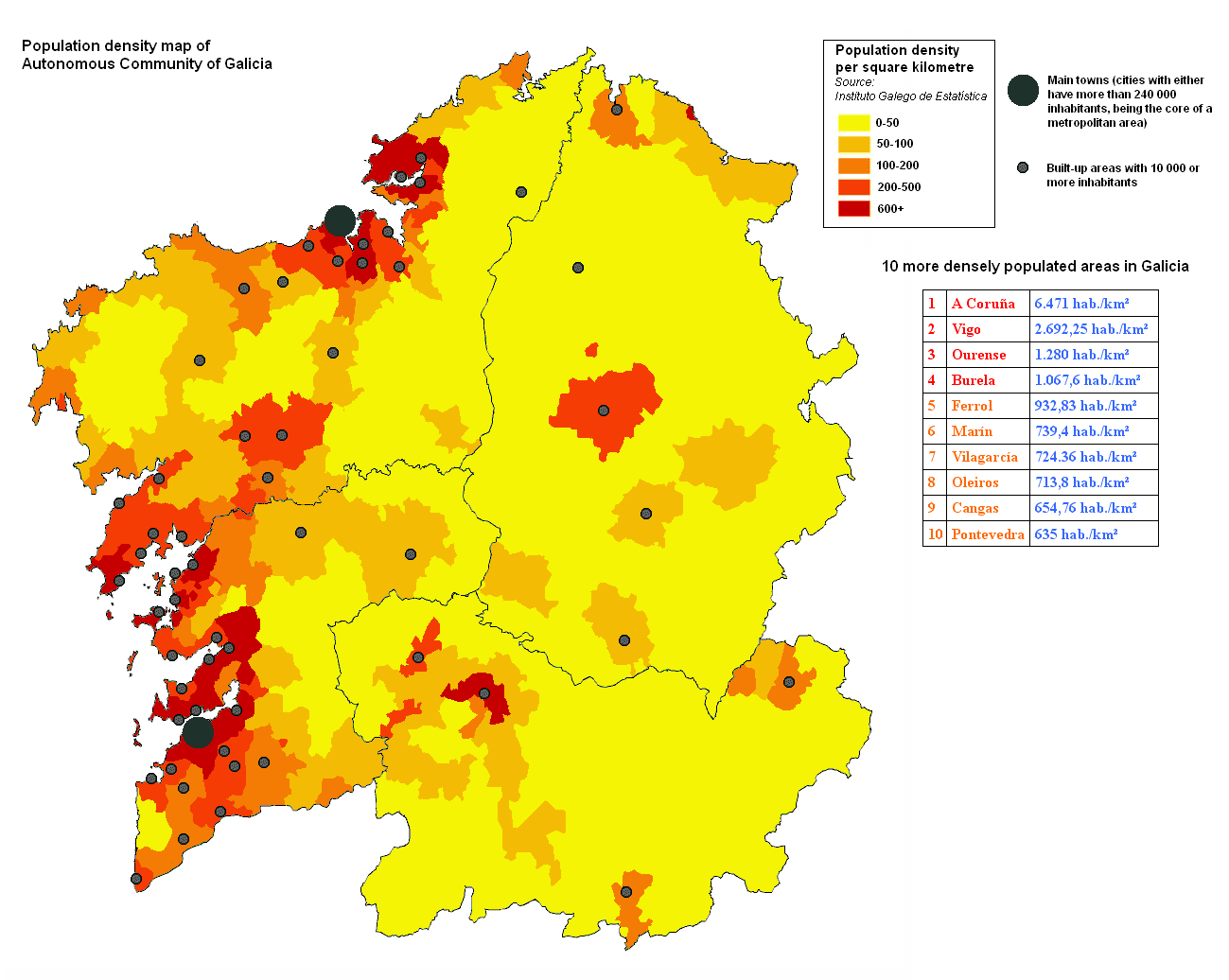
Concelhos com maior densidade populacional da Galiza.
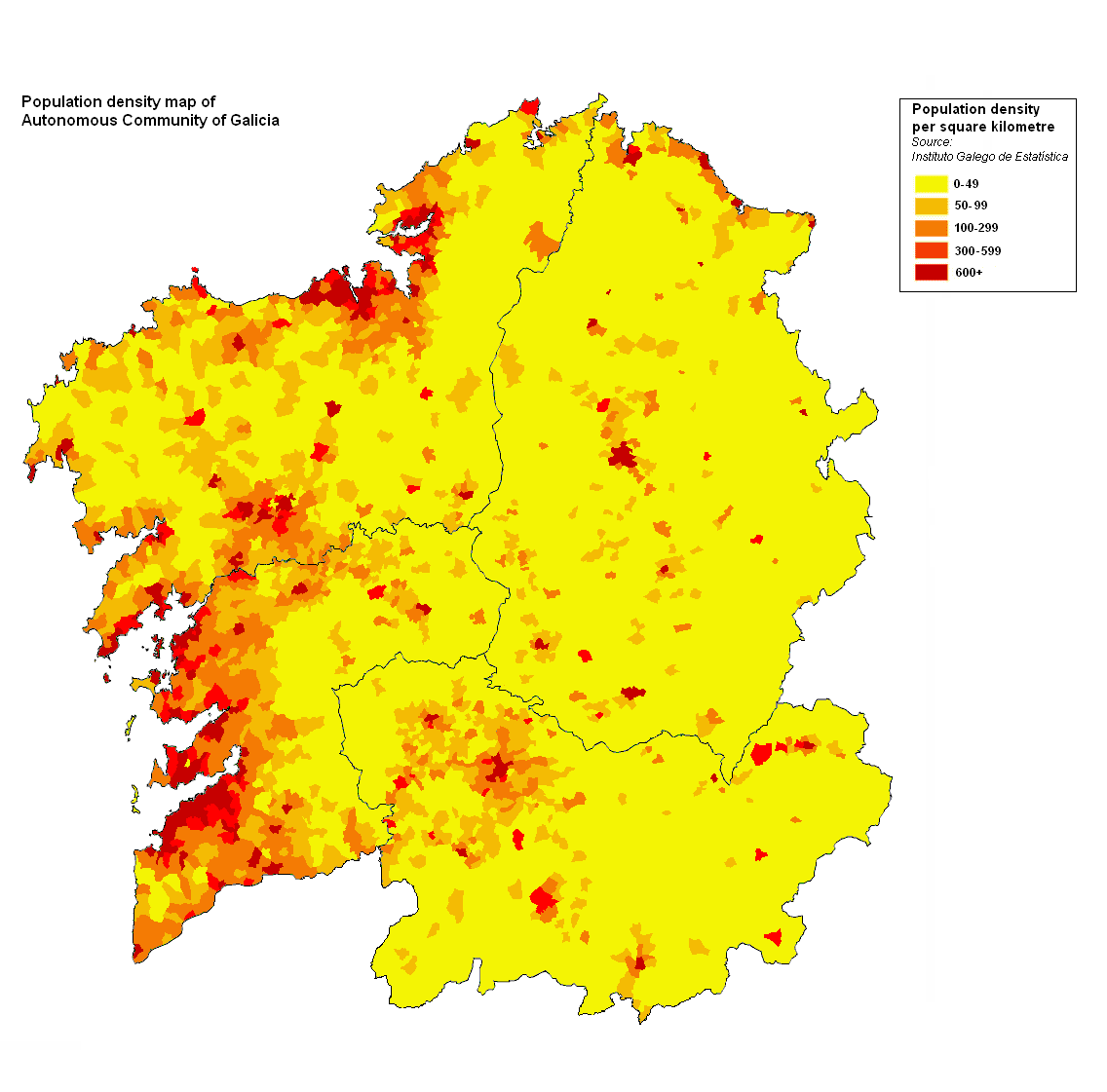
Densidade de população por freguesias.
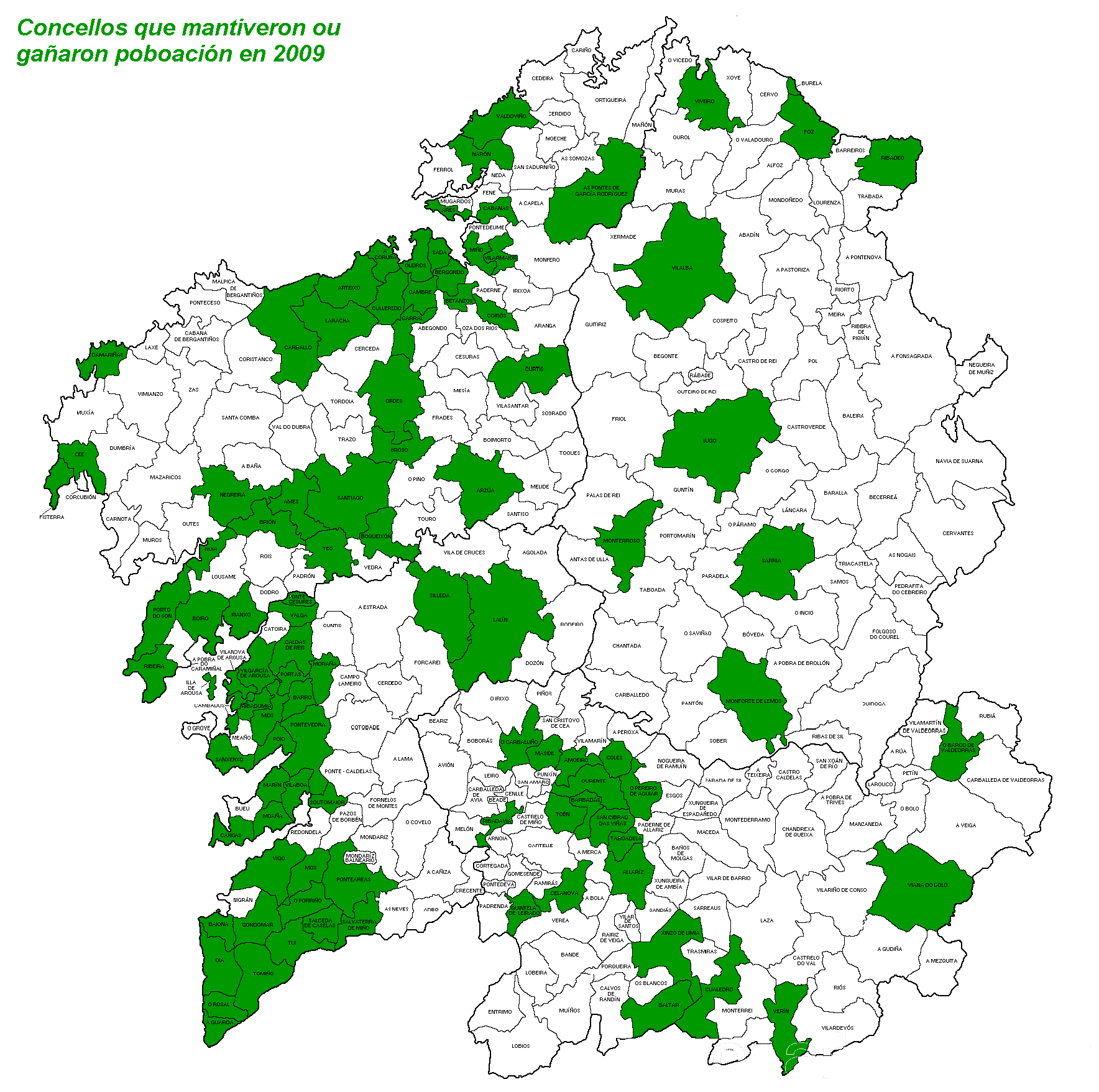
Concelhos que ganharam ou mantiveram a sua população em 2009.
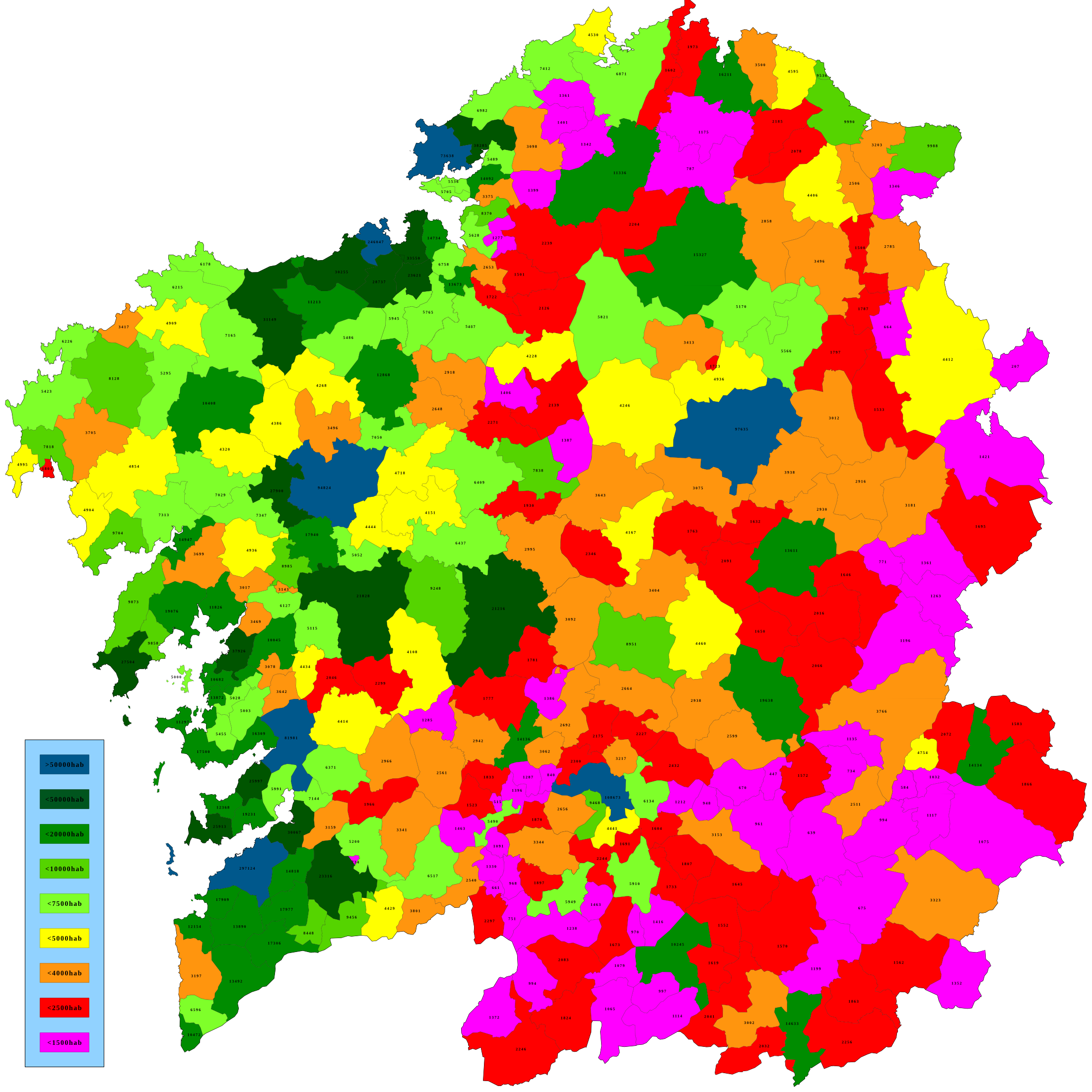
Mapa populacional dos concelhos galegos em 2010.

## Cultura

### Língua

Mapa cronológico mostrando o desenvolvimento do galego (Galician)

A língua galega é a língua própria da Galiza, e assim foi reconhecida legalmente no seu Estatuto de Autonomia, tornando-se uma das suas línguas oficiais. É usada maioritariamente pelo povo galego, o 90% afirma usá-lo sempre ou frequentemente. A outra língua oficial é o castelhano, também muito utilizada, que mais do 96% afirma conhecer. Além disso, em várias comarcas de Leão e Astúrias, que limitam com o oriente da Galiza, comarcas, separadas da Galiza administrativa no século XVIII, fala-se também galego. Estas comarcas são reivindicadas por uma parte do nacionalismo galego como pertencente à nação galega.

#### Disputa linguística
A postura oficial na Galiza afirma a total distinção entre ambas línguas, não havendo nenhuma menção da sua semelhança no Estatuto Autonómico, ainda que se alude ao português, de facto, nas primeiras Normas ortográficas e morfolóxicas do galego (1982) quando se estabelece que: 
"As escollas normativas deben ser harmónicas coas das outras linguas, especialmente coas romances en xeral e coa portuguesa en particular, evitando que o galego adopte solucións insolidarias e unilaterais naqueles aspectos comúns a todas elas. Para o arrequecemento do léxico culto, nomeadamente no referido aos ámbitos científico e técnico, o portugués será considerado recurso fundamental" 
O Estatuto de Autonomia atribui apenas à Real Academia Galega competência para determinar a normativa da "língua própria" da Galiza.
Apesar da aparente apatia do governo local até 2014, quando aprovou a "Lei 1/2014 para o aproveitamento da língua portuguesa e vínculos com a lusofonia", existe, na Galiza, um movimento reintegracionista que defende a tese de que a língua portuguesa e o galego nunca se separaram realmente, sendo variantes ou dialetos da mesma língua, tal como o português de Portugal e o português brasileiro. A variante da Galiza tem várias denominações além de "galego", como galego-português, portugalego ou português da Galiza.[carece de fontes?] Em 2008 foi constituída a Academia Galega da Língua Portuguesa.

### Símbolos

#### Bandeira
A atual bandeira galega foi criada em finais do século XIX pelos galeguistas históricos do Ressurgimento como insígnia nacional, e hasteia desde, pelo menos, 1891. Possui fundo branco e uma faixa azul entre os cantos superior esquerdo e inferior direito. A antiga bandeira possuía com fundo azul e cruzes douradas, com um cálice no centro. Durante a ditadura franquista, criou-se uma nova bandeira sem o cálice mas com uma estrela vermelha.

#### Escudo
O cálice é a figura heráldica que representa a Galiza. Foi documentado pela primeira vez no escudo dos reis da Galiza do Armorial Segar da Inglaterra em 1282. Sofreu várias alterações ao longo da história. O atual escudo está descrito no artigo 3.º da Lei de Símbolos da Galiza:
O Escudo de Galicia trae, en campo de azur, un cáliz de ouro sumado dunha hostia de prata, e acompañado de sete cruces recortadas do mesmo metal, tres a cada lado e unha no centro do xefe. O timbre coroa real, cerrada, que é un círculo de ouro, engastado de pedras preciosas, composto de oito floróns de follas de acanto, visibles cinco, interpoladas de pérolas e das súas follas saen cadansúas diademas sumadas de pérolas, que converxen nun mundo de azur, co semimeridiano e o ecuador de ouro, sumado de cruz de ouro. A coroa, forrada de gules, ou vermello.

#### Hino
O hino galego, Os Pinos, é o símbolo acústico mais solene da Galiza. O texto consiste nas duas primeiras estrofes do poema Queixumes dos pinos de Eduardo Pondal, e a música foi composta por Pascual Veiga. A letra refere-se à Galiza como a nação de Breogão, um herói mítico celta. Foi interpretado pela primeira vez em Havana, Cuba, a 20 de dezembro de 1907.

### Internet
O domínio de internet proposto para a língua e cultura galegas é o ".gal". A proposta foi aprovada em Junho de 2013 pela Corporação da Internet para Atribuição de Nomes e Números. O novo domínio é utilizado para websites com conteúdo majoritário em idioma galego, tal como está determinado nas normas da "Corporação da Internet para Atribuição de Nomes e Números".

### Clubes de futebol
Salientam-se as equipas que jogaram na Primeira Divisão, especialmente o Real Club Celta de Vigo, única equipa galega na Primeira Divisão.
Outras equipas são: Real Club Deportivo de La Coruña, hoje na Segunda Divisão, única equipa galega que possui títulos oficiais de importância: foi campeã do Campeonato Espanhol de Futebol (ano 2000) e campeã da Taça do Rei de Espanha por duas vezes, em 1995 e 2002, além de ganhar 3 títulos de Supertaça de Espanha nas únicas três vezes que a disputou; o Club Deportivo Lugo, a Sociedad Deportiva Compostela, o Pontevedra Club de Fútbol e o Racing Club de Ferrol.